# Moulin à vent de Cieurac
Le moulin à vent de Cieurac  est situé à  Cieurac dans le Lot.

## Historique

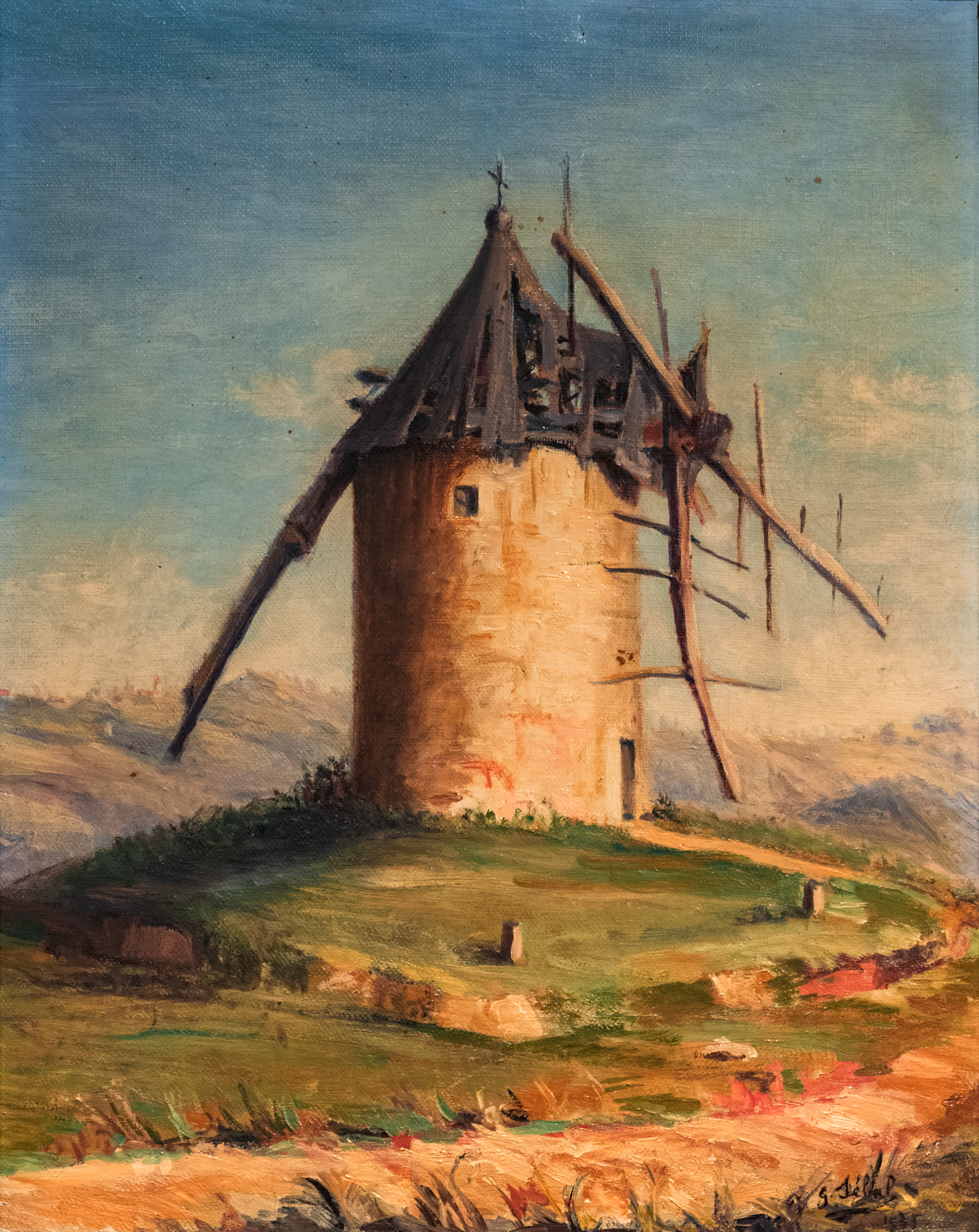
Le moulin par Germaine Sebal - Musée de Cahors Henri-Martin.

Le moulin appartient au domaine du château de Cieurac. On peut lire difficilement la date 1672 sur le linteau en pierre d'une porte d'entrée. Cependant le moulin ne figure pas sur le cadastre de 1834. On peut donc supposer que cette pierre est en réemploi. La date de 1838 est portée à l'encre à l'intérieur de l'autre porte. Il a cessé de moudre en 1936.
La toiture, les ailes et les mécanismes ont été restaurés vers 1950. Le moulin a été détérioré au cours de la tempête de 1982. Il a été de nouveau restauré en 2000, mais il n'est pas encore en état de fonctionner, bien que sa machinerie soit intacte et son toit tourne encore. Les ailes du moulin défectueuses ont été restaurées en 2007.
Le moulin à vent de Cieurac a été classé au titre des monuments historiques le 17 février 1937.

## Description
Le bâtiment est entièrement en pierre de taille. L'existence de deux portes opposées en rez-de-chaussée permettait d'y pénétrer quelle que soit la position des ailes. Pour permettre à un meunier d'y vivre, il comprend une cheminée. Les dix premières marches de l'escalier intérieur sont en pierre de taille pour installer son lit dessous. Le reste de l'escalier est en bois. Une niche placée dans l'épaisseur du mur servait à réceptionner la farine produite par la paire de meules située à l'étage.